# USS LST-673
O USS LST-673 foi um navio de guerra norte-americano da classe LST que operou durante a Segunda Guerra Mundial.